# Čitelná Praha

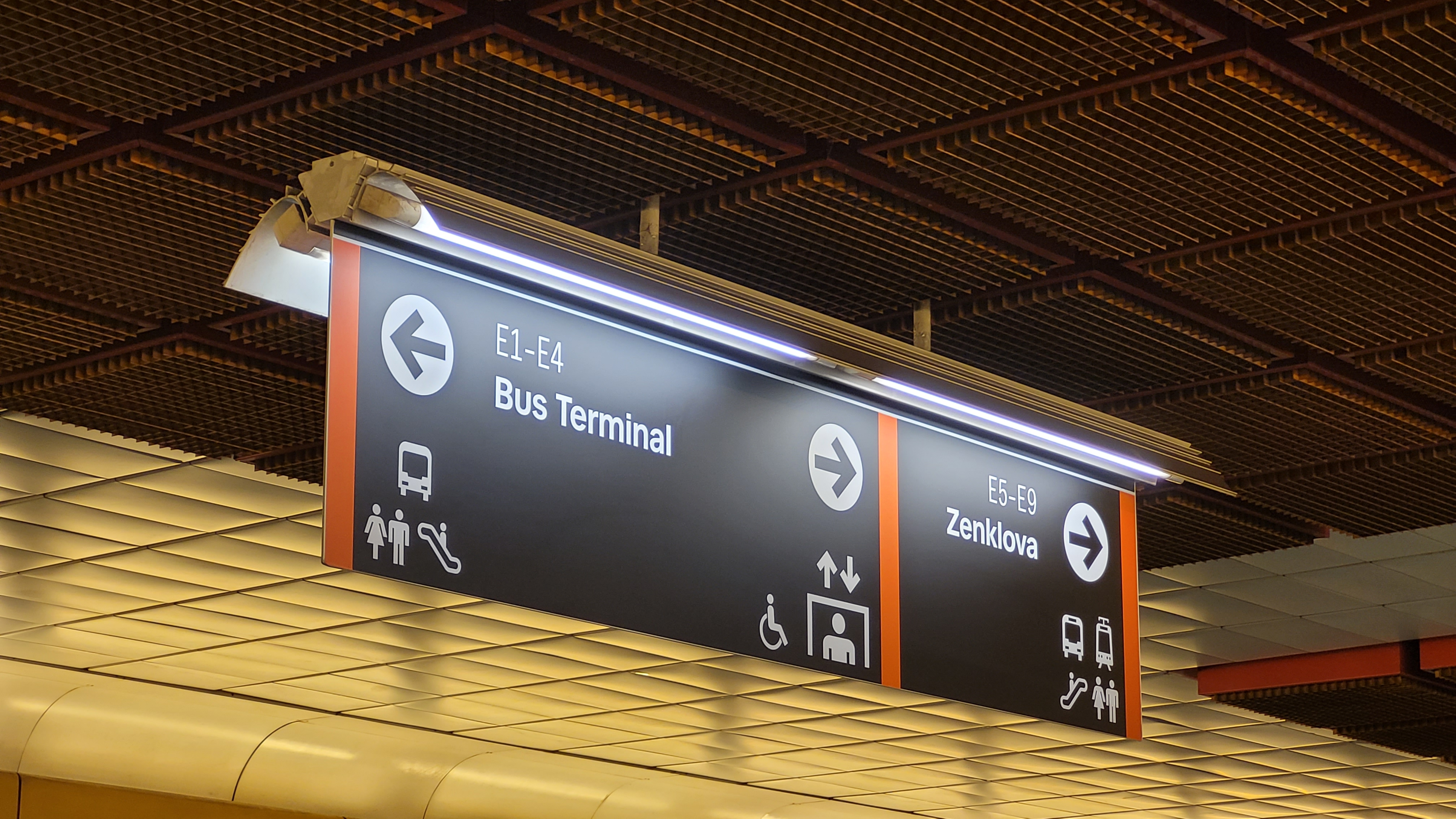
Navigační tabule v podchodu stanice metra Palmovka

Čitelná Praha (původně Jednotný informační systém Prahy) je komplexní systém městské navigace (wayfinding) pro veřejnou dopravu a prostranství hlavního města Prahy. Projekt navazuje na jednotný informační systém pražského metra a rozšiřuje jej na ostatní druhy dopravy a pěší navigaci po městě. Aktuální projekt začal vznikat v roce 2017 v souvislosti s chystanými investičními projekty (terminál Smíchov a linka metra D). V září 2021 vyhlásila městská organizace ROPID mezinárodní soutěž na podobu jednotného informačního systému, v níž zvítězilo seskupení grafického studia Side2, ateliéru A69 architekti a typografického studia Superior Type. Pilotní testování probíhalo od léta do konce roku 2022, od roku 2023 měl být systém postupně nasazován.

## Historie
Základem navigačního systému je navigační značení, které bylo vyvinuto v 70. a 80. letech 20. století pro stanice pražského metra. Podle Adama Scheinherra je však problém v tom, že jej od jeho vzniku nikdo nerozvíjel. Nový systém si z něj bere to nejlepší. Dosavadní systém byl hodnocen jako velmi nadčasový, podařilo se ho však realizovat jen na lince metra B. Jako autoři jednotného vizuálního stylu pražského metra jsou uváděni Rostislav Vaněk a Jiří Rathouský.
Jednotné navigační značení, jehož charakteristickým prvkem byly prosvětlované navigační a informační tabule s vnitřními zářivkami, bylo uplatněno zejména ve staničních tunelech a vestibulech (zpravidla podchodech) pražského metra. V 80. letech byly v podobném stylu provedeny i označníky autobusových zastávek v terminálech u nových stanic metra (II.C a II.A koncem roku 1980, III.C roku 1984, úsek I.B roku 1985, stanice Strašnická roku 1987). Ve stanicích Vltavská a Fučíkova (Nádraží Holešovice) byly použity též navigační totemy na přestupních trasách na povrchu mimo vestibuly metra. 
V původním designu prosvětlovaných tabulí převažovaly černé symboly a nápisy na bílém podkladu, pouze poutače u vstupů metra obsahovaly od počátku logo metra v negativním provedení, bíle na podkladu v barvě dané linky, které bylo využito i pro písmena a čáry označující danou linku (C červená, A zelená), pro linku B pak byla zvolena žlutá barva, na níž písmo a symboly byly v barvě černé. Cca koncem 80. let začaly být používány i pro značení názvů stanic barvy tabulí charakteristické pro danou linku. Navigační tabule v podchodech a stanicích byly v 80. letech v negativním provedení (bílý text na černém řádkovaném podkladu) s oranžovými záhlavími tabulí, v 90. letech se pak design vrátil opět k pozitivnímu provedení (černé písmo na bílém podkladu). 
U prosvětlovaných tabulí postupně byla systematicky zanedbávána údržba světelných zdrojů, takže většina tabulí a poutačů se stala nesvětelnými, nově pak byly instalovány místo prosvětlovaných skříní jen ploché desky s osvětlením vnějšími zářivkami nad tabulí nebo bez vlastního osvětlení. V tomto provedení byl instalován i navigační systém v okolí stanic nové tramvajové trati Hlubočepy – Sídliště Barrandov (zprovozněna 2003). Rozsah tohoto navigačního systému byl v následujících letech značně zredukován, takže po většině tabulí zbyly prázdné držáky či stojany, specifické prosvětlované zastávkové sloupky včetně atypických prototypů ve stanici Chaplinovo náměstí byly po čase nahrazeny typizovanými dvojtyčovými sloupky vycházející ze vzorů ze 70. let. 
V roce 2010 byla ve stanici metra Karlovo náměstí zkušební verze pilotního projektu nového informačního a navigačního systému na základě projektu, který připravoval Dopravní podnik hl. m. Prahy od podzimu roku 2008 ve spolupráci s Národní radou osob se zdravotním postižením, předními specialisty na informační design a technologie a Pražskou informační službou. Systém používal více piktogramů, označoval alfanumerickými kódy jednotlivé východy a jeho grafika byla postavena na prvcích bílé a tmavě modré, které podle tvůrců byly výraznější a viditelnější. Popisy byly nově vícejazyčné.
V roce 2017 vznikl v souvislosti s velkými dopravní investičními plány (terminál Smíchov a linka metra D) projekt Jednotný informační systém Prahy, který měl především sjednotit orientační systém v rámci městského veřejného prostoru a hromadné dopravy.
V září 2021 vyhlásila městská organizace ROPID mezinárodní soutěž na novou podobu jednotného informačního systému pro veřejnou dopravu a prostranství hlavního města Prahy. Mezinárodní porota měla 9 členů, z toho 5 nezávislých a 4 reprezentující městské instituce MHMP, ROPID, DPP a IPR, a předsedal jí Mike Rawlinson, spolutvůrce navigačních systémů světových metropolí a zakladatel iniciativy Čitelná města. Porota v dvoukolové soutěži z 16 návrhů (8 českých a 8 zahraničních, např. z Německa, Švýcarska a Nizozemska) v anonymním hlasování jednomyslně vybrala návrh od českého seskupení tvořeného grafickým studiem Side2, ateliérem A69 architekti a typografickým studiem Superior Type, které doplňuje UX designérka Dominika Potužáková a historik a filozof docent Petr Hlaváček (na veřejných prezentacích tým zastupoval Tomáš Machek ze studia Side2.  Předseda za porotu uvedl, že návrh byl velmi propracovaný, podrobný, promyšlený a uvážený, jeho podoba byla čistá, střídmá a v podstatě jednoduchá v pozitivním smyslu slova, Ve výsledku návrh nesoupeří s městem, ale skvěle do něj může zapadnout a stát se součástí jeho celkové identity. Grafika, užití barev a celá typografie působí promyšleně a návrh obsahuje patřičnou úroveň detailů k otázkám mapování.
Od léta do konce roku 2022 pak mělo probíhat pilotní testování završené vyhodnocením připomínek, od roku 2023 pak měl být nový systém nasazován. Cílem soutěže mělo být sjednocení roztříštěného systému a zlepšení přehlednosti a srozumitelnosti informací pro obyvatele i návštěvníky. Pilotní projekt měl být propojen s městskou open source datovou platformou Golemio, aby se město nedostalo do závislosti na jednom dodavateli. Projekt vede a zašťituje organizace ROPID, návrh je finalizován v úzké spolupráci s řadou městských organizací (Dopravní podnik hl. m. Prahy, Institut plánování a rozvoje hl. m. Prahy, Operátor ICT, Prague City Tourism, Technická správa komunikací hl. m. Prahy,  Technologie hl. m. Prahy, s jednotlivý odbory Magistrátu HMP, IDSK a Správou železnic.
Prvky zařazenými do pilotního testování měly být například totemy, obelisky, směrovky pro pěší, nová grafiku tabulí v metru nebo informací na zastávkách včetně zcela nových map okolí. Pro testování byly vybrány stanice metra Háje a Palmovka. 6. září 2022 byla oznámena instalace nového systému na nástupišti a v západním vestibulu stanice metra Palmovka, následovat měly stanice metra Háje, Karlovo náměstí a na povrchu na Palackého náměstí. Prvky pěší navigace (obelisky a směrovky) byly umístěny u Štvanické lávky, otevřené 27. 7. 2023. Koncem roku 2023 se nová grafika informačních tabulí objevila ve zrekonstruované stanici metra Jiřího z Poděbrad, na pěší lávce k nové železniční zastávce Praha-Rajská zahrada, v metru byla testována nová dopravní schémata ve vozech i ve stanicích, u stanic metra Kobylisy, Malostranská a železniční zastávky Praha-Eden byly zřízeny nové totemy pro zvýraznění vstupů do stanic. V prosinci 2023 byla novými prvky vybavena stanice metra Chodov, V září 2024 byla novým informačním systémem pilotně vybavena železniční zastávka Praha-Dolní Počernice.
Pod hlavičkou Čitelné Prahy byla prezentována také nová vlna umisťování digitálních odjezdových panelů na zastávkách, např. na nových tramvajových tratích do Slivence a na Dědinu, v 15 autobusových zastávkách (U památníku, Anděl, Budějovická, Brumlovka či Spojovací, již dříve byly podobné panely na zastávkách Dejvická, Želivského, Bohdalec, Nádraží Radotín, Koleje Strahov či v terminálu Černý Most) a ROPID vysoutěžil dodávku až 150 dalších digitálních panelů, které se měly na zastávkách objevovat postupně od jara 2024. Panely zřizované organizací ROPID se mají umisťovat samostatně stojící nebo například zavěšené na sloupech veřejnéhoh osvětlení. Kromě toho Technologie hl. m. Prahy a.s. zřizují další odjezdové panely, kterou jsou součástí zastávkových přístřešků. V dubnu 2024 byly ve spolupráci s Českými drahami a skupinou Penta do dvorany Masarykova nádraží umístěny velkoplošné informační panely, které lidem přicházejícím od vlaků ukazují nejbližší odjezdy metra a tramvají; podobné tabule v menším formátu byly již dříve umístěny na nádražích Praha-Holešovice a Praha-Libeň.

## Popis
Nový projekt je zaměřen na všechny typy mobility, prioritně na podporu pohybu pěšky, městskou hromadnou dopravou nebo na kole.
Rodina venkovních nosičů určených primárně pro orientaci pěších má být rozpoznatelná díky výrazné oranžové barvě a piktogramu Pražského chodce v záhlaví každého z prvků.